# Мужская сборная Гонконга по баскетболу 3×3
Мужская сборная Гонконга по баскетболу 3×3 представляет Гонконг на международных соревнованиях по баскетболу 3×3. Управляющим органом является Баскетбольная ассоциация Гонконга.
По состоянию на 16 августа 2024, мужская сборная Гонконга по баскетболу 3×3 занимает 61-е место в мировом рейтинге ФИБА мужских сборных по баскетболу 3×3.

## Результаты выступлений
| Турнир         | Золото | Серебро | Бронза | Всего |
| -------------- | ------ | ------- | ------ | ----- |
| Чемпионат Азии | —      | —       | —      | —     |
| Азиатские игры | —      | —       | —      | —     |
| Итого          | —      | —       | —      | —     |

### Чемпионат Азии по баскетболу 3x3
| Год        | Место          | Игры           | Победы         | Поражения      | Состав команды                                         |
| ---------- | -------------- | -------------- | -------------- | -------------- | ------------------------------------------------------ |
| Доха 2013  | 9              | 3              | 1              | 2              | Lam Man Chun, Lung Tak Tsoi, Szeto Wai Kit, So Yi Chun |
| 2017—н. в. | не участвовали | не участвовали | не участвовали | не участвовали | не участвовали                                         |

### Азиатские игры
| Год          | Место          | Игры           | Победы         | Поражения      | Состав команды                                                     |
| ------------ | -------------- | -------------- | -------------- | -------------- | ------------------------------------------------------------------ |
| 2018         | не участвовали | не участвовали | не участвовали | не участвовали | не участвовали                                                     |
| Ханчжоу 2022 | 12             | 3              | 0              | 3              | Wong Ho Yin, Lam Man Kei Anson, Tsang Cham Yuen, Cheung Kwok Chuen |